# Anastasija Osipowa
Anastasija Aleksandrowna Osipowa, ros. Анастасия Александровна Осипова (ur. 5 stycznia 1985 w Karagandzie) – rosyjska piosenkarka, członkini zespołu Blestiaszczije od 2007 roku. Występowała w sesjach zdjęciowych dla magazynu XXL. Ukończyła studia na wydziale prawnym Instytutu Języków Obcych, opanowała angielski i hiszpański. Przez pewien czas była partnerką tenisisty Marata Safina.